# Ivo Korsky
Dr Ivo Korsky (Osijek, 22. veljače 1918. – Buenos Aires, 12. prosinca 2004.) je hrvatski politički pisac i političar. Bio je dugogodišnji (1968.-1991.) predsjednik Hrvatske republikanske zajednice. Uređivao je (1952-68., 1970-93.) argentinski časopis na hrvatskom jeziku Republika Hrvatska. Židovskog je podrijetla. Bio je jednim od najvažnijih hrvatskih emigrantskih pisaca.

## Životopis
Rodio se je 1918. u Osijeku u obitelji židovskog podrijetla (v. zaštićeno kulturno dobro Republike Hrvatske zgradu Korskih u Osijeku). Sin je odvjetnika Alfreda Kästenbauma koji se pokatoličio i koji je ime poslije promijenio u Korsky, te nećak veleposjednika Roberta Kästenbauma koji je također poslije promijenio ime u Korsky. Robertov sin, Ivin bratić, Ivan Korsky, koji je studirao tehniku, bio je komunist i zbog toga je bio zatvoren u zatvor u Srijemskoj Mitrovici te poslije u logoru u Kerestincu, gdje je robijao skupa s Otokarem Keršovanijem, Augustom Cesarcem i drugima odakle je odveden srpnja 1941. i smaknut u Dotrščini.
Kad je Ivo bio student 1930-ih, uključio se u hrvatsku politiku. Bilo je to 1935. godine uoči parlamentarnih izbora, čim je došao na sveučilište. Od 1935. do 1941. bio je u Marijinoj kongregaciji akademičara u Sveučilišnome pododboru Matice hrvatske i u starčevićanskim skupinama. Koncem te 1935. pristupio je Ustaškome pokretu. Prije rata pisao je kao laik za katolički list Život. Istakao se 1937. god. člankom Katolička crkva kao historijska činjenica pobija dijalektički materijalizam. Ondje je za argument koji očito pobija komunistički "dijalektički materijalizam" istaknuo Crkvu: "Historijski (...) materijalizam već samim tim potučen, jer on, koji priznaje samo promjenu, ne može podnijeti da postoji jedna institucija, koja obuhvaća sve ljude i koja se ne mijenja. (...) On ne podnosi ništa vječno, postojano, jer ga to demantira i onemogućuje. A najjači mu udarac zadaje postojanje baš univerzalne Crkve“." Time je obrazložio do u srž zašto postoji međusobna nesnošljivost i međusobno pobijanje materijalizma u odnosu na postojanje Crkve i religije uopće, zbog koje su suprotnosti između marksističkog materijalizma i religije komunističke pristaše i krenule okrutno se obračunati s Crkvom uz krilaticu "Ili mi ili oni."
Drugi članak kojim se istakao jest "Može li se nadomjestiti privatno vlasništvo na zemljištu?" u kojem je kritici izvrgnuo komunističke zamisli o gašenju privatnog vlasništva, dokazavši da ne postoji mogućnost ukidanja istog.
Kad je izbio drugi svjetski rat, pripadao je onoj struji hrvatskih intelektualaca nacionalističke orijentacije koji su više simpatizirali ideje i kulturne dosege iz Francuske, nego one iz Njemačke i Italije. Nadograđivao je zamisli prof. Ivana Oršanića. Uz to je bio, kad je oslobađanje Hrvatske izgledalo mogućim u suradnji s Osovinskim silama, 1940. u razgovoru s Milom Budakom izrazio da ne simpatizira Njemačku i da bi volio da se Francuska uspije obraniti. Iste 1940. doktorirao je pravo.
Proglašenje NDH nije dočekao kao slobodan čovjek: banovinski režim Ivana Šubašića i Vladka Mačeka ga je uhitio (nekoliko puta), što je bila posljedica je jednostranačja koji je uveo sporazum Cvetković-Maček.
Radi u očevom uredu, na Kotarskom sudu i Sudbenom stolu, te je aktivan u Ustaškom stožeru i stožeru Ustaške Mladeži. Odredbom Poglavnika od 13. siječnja 1942. god. su mu - kao osobi za koju se znalo da je židovskog podrijetla - priznata "arijska prava". Od te je godine na dužnosnima u Ustaškoj vojnici, te 1943. god. postaje sudac Ratnog suda II. ustaškoga stajaćega zdruga (postrojba sa sjedištem u Vinkovcima i vojarnama po Slavoniji i obližnjim dijelovima Bosanske Posavine). 1944. god. je unaprijeđen u čin satnika, te je nominalno imenovan sucem suda u Stocu.
Slom NDH je Korskog zatekao u Hrvatskoj. Sukladno zapovijedi poglavnika Ante Pavelića, povukao se s ostalima prema Austriji. Uspio je izbjeći bleiburški pokolj, koji je poslije okarakterizirao "krunom jugoslavenstva". Za jugoslavenstvo je rekao da je ta ideologija jedino uspjela postići "fizičko uništavanje jednog 'jugoslavenskog' naroda od strane drugog 'jugoslavenskog' naroda u ime očuvanja jugoslavenske države" odnosno ustvrdio je "da je pravi krivac za suludo međusobno uništavanje između dvaju susjednih naroda (Hrvata i Srba) jugoslavenska ideologija". Bleiburški pokolj je opisao i s druge strane, kao mjestom pokopa hrvatskog donkihotstva, političkog romantizma u kojem su Hrvati naivno vjerovali "da će 'bijeli Zapad' braniti Hrvate samo zato što Hrvati pripadaju Zapadu" i da više nikad ne smiju tako misliti, žele li se očuvati kao narod.
Poslije je bio u Italiji u zarobljeničkom logoru. 1947. je došao u Argentinu. Ondje je radio kao zastupnik za zaštitu industrijskoga vlasništva, područja o kojem je poslije pisao.
U razgovoru 60 godina poslije pada NDH sociološki je protumačio zašto je NDH bila nedemokratska odnosno zašto "nije bila bolja u onom času, usred tri rata, koja su se istodobno vodila i ispreplitala na njezinu području" (svjetski rat u kojem je NDH sudjeluje pod djelomičnom ili stvarnom okupacijom Nijemaca i Talijana, a uz to građanski ratovi snaga NDH protiv četnika i protiv partizana, te međusobno ratovanje između partizana i četnika). Istakao je da je NDH, unatoč svemu, imala vrlo dobrih socijalnih misli i pokušaja (gradnja radničkih stanova, sudjelovanje radnika u upravi poduzeća), vrlo živu kulturnu djelatnost (u te 4 godina se izdalo knjiga, literarnih kao i stručnih kao nikad prije). Naglasio je da sve to "ne opravdava ni sabirne logore, ni zločine, ni rasno zakonodavstvo, ni progone protivnika", istakavši da slobodna vlast ne dolazi tek tako nakon mnoštva desetljeća diktatorskih i poludiktatorskih vladavina. Optužio je ljude bez ideala ("nastaše") koji su se ugurali u ondašnje hrvatske vlasti i vladajući ustaški pokret za brojna nedjela. Te "nastaše" je opisao kao osobe koji su novostečeno ustaštvo dokazivali ekstremnim stavovima koji su često vodili zločinima protiv imovine i života, "jer im je cilj bio vlastiti napredak, a ne borba za hrvatsku državnu i narodnu nezavisnost".
U Argentini je pristupio Hrvatskoj republikanskoj stranci Ivana Oršanića, kojeg je naslijedio na čelu stranke nakon njegove smrti. 1974. je postao jedan od četiriju dopredsjednika Hrvatskog narodnog vijeća, kojem je 1977. i 1979. bio i sabornikom.
Ratne je 1992. u razgovoru za HTV rekao da se je Hrvatska "izborila za oslobođenje" ali također: "do slobode je jos dugačak put".
1994. je dobio Pohvalu za doprinos širenju istine o Republici Hrvatskoj u Republici Argentini za vrijeme Domovinskog rata, za dugogodišnje kulturno i prosvjetno djelovanje na promicanju ugleda hrvatskog naroda u svijetu.
1995. je imenovan članova Odbora za obilježavanje 50. obljetnice Bleiburških žrtava i žrtava Križnog puta.
1996. je godine odlikovan Redom hrvatskog pletera za osobit doprinos razvitku i ugledu Republike Hrvatske i dobrobiti njezinih građana. Imenovan je 1996. članom odbora za obilježavanje 15. svibnja kao Spomendana Bleiburških žrtava i žrtava Križnog puta

Umro je u Buenos Airesu 2004. godine, gdje je i pokopan.

## Djela
(izbor)
- Stanje u svijetu i Hrvatska : pregled svjetskih strujanja i zaključci s obzirom na Hrvatsku
- Tito
- Tri generacije na hrvatskoj ljevici: (Supek - Tuđman - Veselica)
- U odlučnom času
- Baština jugoslavenskog komunizma: tri nagovora za Radio "Libertas", Toronto
- Hrvatski nacionalizam: članci i eseji
- Uredna izmjena generacija
- Pet razgovora o Hrvatskoj
- Desetotravanjska razmatranja
- Iz ideala u stvarnost
- Izdaleka
- Jedinstvena ili savezna Hrvatska!
- Jedinstvena ili savezna Hrvatska?
- Jugoslavija u krizi
- Pogledi na današnjicu: osam nagovora za Radio "Libertas", Toronto, i tri dokumenta Hrvatske republikanske stranke
- Rat u Hrvatskoj i Ivan Pavao II.

Pisao je za Glas Hrvata, reviju Marulić, list Matice hrvatske Hrvatska obzorja. Djela su mu objavili Matica hrvatska, Hrvatska revija dok je bila u emigraciji, Hrv. republikanska zajednica i drugi.

## Izabrane izjave
- Nacionalizam nije ideologija, nego je samoobrana narodne zajednice protiv pokušaja uništavanja

- Nacionalizam zahtijeva svoje oblike koji odgovaraju času, nije reakcionaran nego iskreno napredan, jer se bori za zajednicu, dakle za sve, a ne samo za jedan dio naroda, bio on manjinski ili većinski, zato poprima socijalne ideje i nosi ih kao dio svog idejnog sustava.

- Hrvatski nacionalizam je obrana hrvatske zajednice i hrvatskih predaja od svih unutarnjih ili vanjskih snaga koje žele tu zajednicu osloboditi ili joj oduzeti njezin poviješću oblikovani značaj. Taj nacionalizam jača kao obrambena kategorija kada postoji veća ugroženost, a slabi kada nema ugroženosti. Sve što je izvan toga nije pravi nacionalizam, nego različite nacionalističke doktrine o kojima se može raspravljati, ali ja ih ne smatram pravim nacionalizmom, jer su često zaodijevanje raznih interesa ili predrasuda u nacionalne oblike.

## Vanjske poveznice
- Tomislav Jonjić Razgovor s Ivom Korskim za časopis Politički zatvorenik

- Hrvati AMAC  Arhivirana inačica izvorne stranice od 27. prosinca 2010. (Wayback Machine) Dr Ivo Korsky - In Memoriam - 16. prosinca 2010.

- Hrvati AMAC  Arhivirana inačica izvorne stranice od 4. ožujka 2016. (Wayback Machine) Mario Marcos Ostojić: Peta obljetnica smrti dr. Ive Korskog, 13. prosinca 2009.
- "Sedma obljetnica smrti dr. Ive Korskog", Mario Marcos Ostojić, HKV, 11. prosinca 2011. Pristupljeno 18. ožujka 2025.
- "Ivo Korsky, 'Hrvatski nacionalizam'", Nada Kisić-Kolanović, prezetacija knjige (zbirka članaka i eseja) objavljene 1991. ČSP 1-268 (1992)

Izvori
1. ↑  Hrvati AMAC. Inačica izvorne stranice arhivirana 4. ožujka 2016. Pristupljeno 4. ožujka 2012. journal zahtijeva |journal= (pomoć)
2. ↑  Narodne novine 124 15. studenoga 2006. Izvod iz Registra kulturnih dobara Republike Hrvatske br. 2-06 – Lista zaštićenih kulturnih dobara
3. ↑  Službeni glasnik Grada Osijeka br. 5/06.  Arhivirana inačica izvorne stranice od 4. ožujka 2016. (Wayback Machine) Odluka o donošenju Generalnog urbanističkog plana grada Osijeka. Zaštićena nepokretna kulturna dobra: Civilne i sakralne građevine: Osijek, Europske avenije 16 - Kuća Korsky (dr. Alfred Kastenbaum – Korsky)
4. ↑  Narodne novine Odluka kojom se odlikuje Redom hrvatskog pletera, Broj: 01-051-96-16-3/1, Zagreb, 28. svibnja 1996. Predsjednik Franjo Tuđman
5. ↑   Josip Kajinić, "Analiza prikaza komunističkoga društvenog sustava u časopisu Život za vrijeme uredništva Stjepana Tomislava Poglajena (1937. – 1941.)" Časopis za suvremenu povijest, Vol.41 No.3 Prosinac 2009. str. 689.-691.
6. ↑  "Korsky, Ivo (Korski)", Leksikografski zavod Miroslav Krleža, "Židovski leksikon". Pristupljeno 18. ožujka 2025.
7. 1 2  Hrvati AMAC  Arhivirana inačica izvorne stranice od 5. ožujka 2016. (Wayback Machine) Mario Marcos Ostojić: Povodom 65. obljetnice bleiburške tragedije, 13. svibnja 2012.
8. ↑  Hrvati AMAC  Arhivirana inačica izvorne stranice od 28. prosinca 2010. (Wayback Machine) Maja Snajder: Vracamo li se natrag?, 21. siječnja 2009.
9. ↑  Narodne novine 93 16. prosinca 1994. Odluka o pohvali za doprinos širenju istine o Republici Hrvatskoj u Republici Argentini za vrijeme domovinskog rata, za dugogodišnje kulturno i prosvjetno djelovanje na promicanju ugleda hrvatskog naroda u svijetu
10. ↑  Narodne novine 21 29. ožujka 1995. Odluka o imenovanju predsjednika i članova Odbora za obilježavanje 50_ obljetnice Bleiburških žrtava i žrtava Križnog puta
11. ↑  Narodne novine 56 11. srpnja 1996. Odluka o odlikovanju Redom hrvatskog pletera broj 01-051-96-16-3-1
12. ↑  Narodne novine 33 30. travnja 1996. Odluka o imenovanju članova Odbora za obilježavanje 15. svibnja kao Spomendana Bleiburških žrtava i žrtava Križnog puta